# Dinitrodiamminoetilene
Il dinitrodiamminoetilene è un esplosivo insensibile agli urti e chimicamente molto stabile sintetizzato per la prima volta dalla FOI (Swedish Defence Research Agency) nel 1998.  La velocità di detonazione è pari a  8870 m/s.